# Hull Minster
Hull Minster es una minster anglicana situada en el centro de la ciudad de Kingston upon Hull, Yorkshire del Este, Inglaterra. El templo se llamaba Iglesia de la Santa Trinidad (en inglés: Holy Trinity Church) hasta el 13 de mayo de 2017, cuando se convirtió en una minster. Es parte del Grupo de Iglesias Mayores, y pertenece al Grado I del catálogo de edificios del Reino Unido.

## Historia

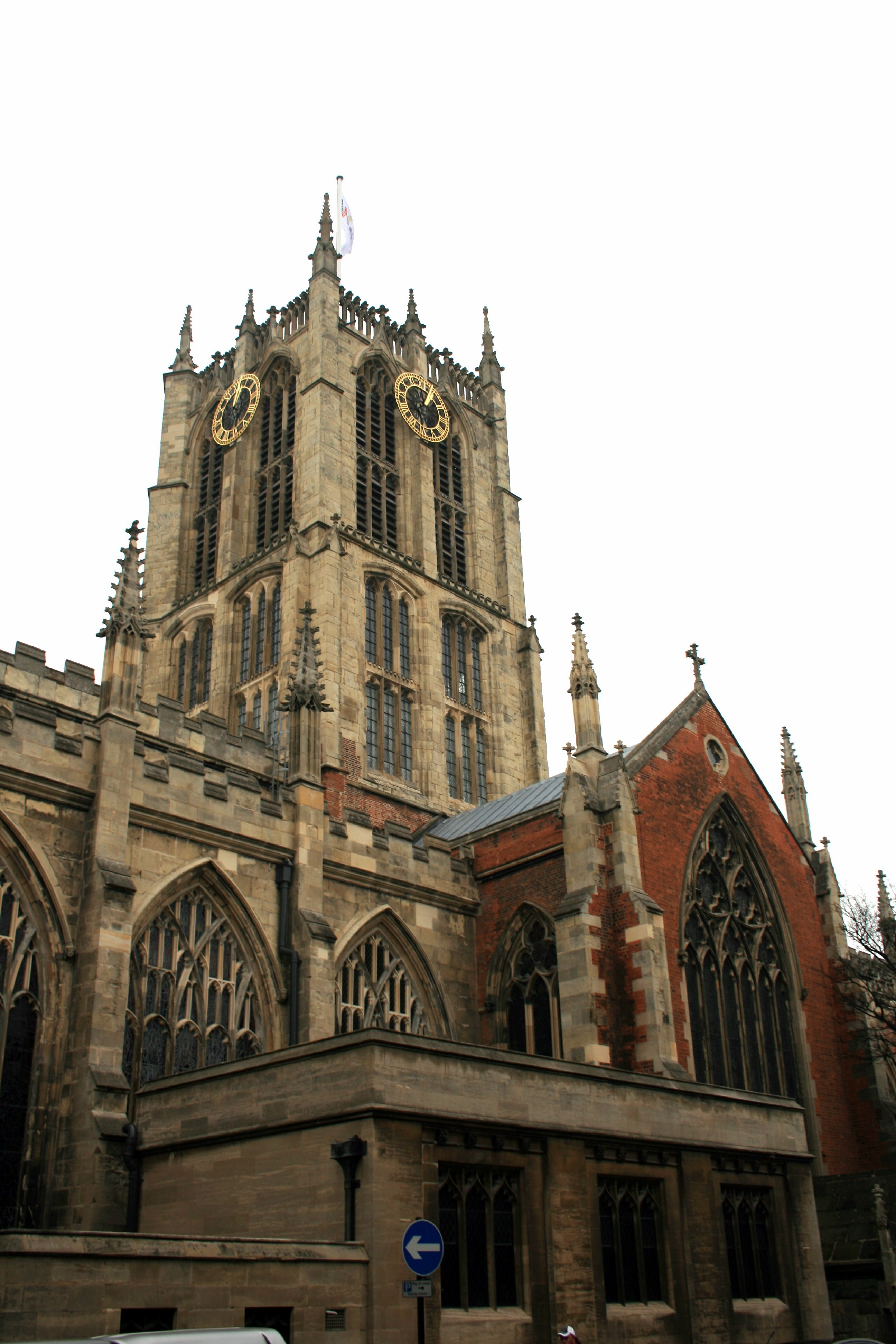
Hull Minster en 2007

El templo es la iglesia parroquial más grande de Inglaterra por superficie. La iglesia se remonta a alrededor de 1300 y contiene lo que es ampliamente reconocida como una de las mejores obras medievales de construcción de ladrillos en el país, particularmente en los transeptos.
William Wilberforce, quien dirigió la campaña parlamentaria contra el comercio de esclavos, fue bautizado en la Iglesia de la Santa Trinidad.
En noviembre de 2014 se dieron a conocer los planes para reordenar la iglesia, creando un lugar excepcional para actuaciones, exposiciones y banquetes, un destino para visitantes y un lugar donde aquellos que necesitan ayuda pueden encontrarla. El objetivo es crear un lugar para toda la comunidad y un lugar que será el impulsor en la regeneración del casco antiguo de Hull. La transformación, con un costo total de £4,5 millones, se iba a llevar a cabo en fases a partir de 2016, siendo la primera que está lista para la Ciudad de la Cultura del Reino Unido en 2017.
El 7 de noviembre de 2016, el arzobispo de York John Sentamu anunció que la iglesia se iba a otorgar el estatus de minster en una ceremonia el 13 de mayo de 2017. Sentamu llegó a Hull el 13 de mayo en una flotilla de barcos con una linterna encendida en la Iglesia de Todos los Santos de Hessle para rededicar la iglesia como Hull Minster.
En marzo de 2019, la Minster recibió una subvención de £3.9 millones de Highways England para crear un centro de visitantes, cafetería y espacios de exposición.

## Vidrieras
Hay muchos ejemplos sobresalientes de vidrieras en toda la iglesia, realizadas por Hardman & Co., Mary Hutchinson; y las más famosas siendo las dos ventanas de «artes y oficios» en el lado sur diseñadas por Walter Crane, y quizás una única ventana en el transepto sur que contiene los restos de vidrieras de una ventana destruida por un zepelín durante la Gran Guerra.

Vidrieras de la Hull Minster
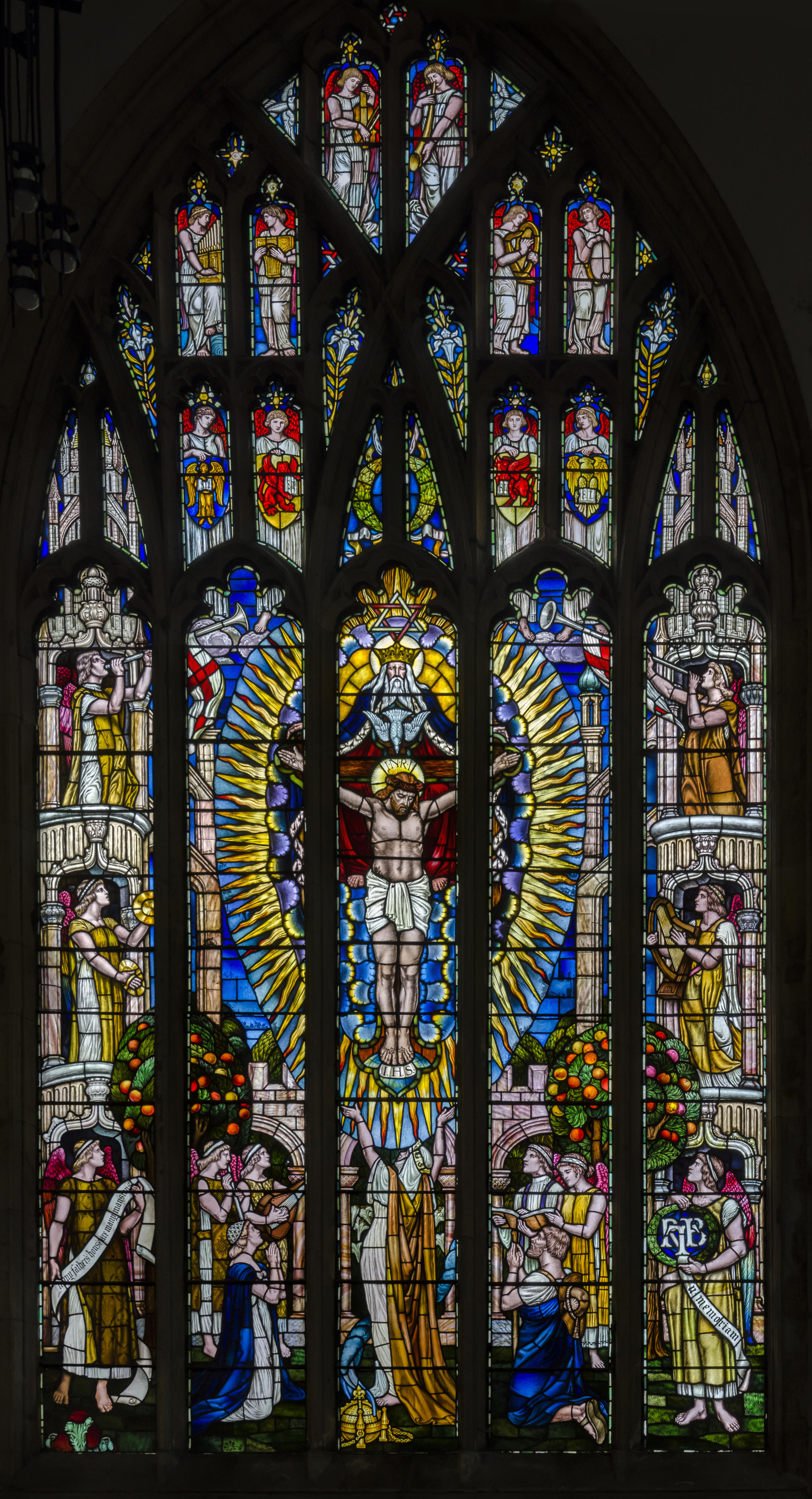
«La Santísima Trinidad» por Walter Crane y F. G. Christmas
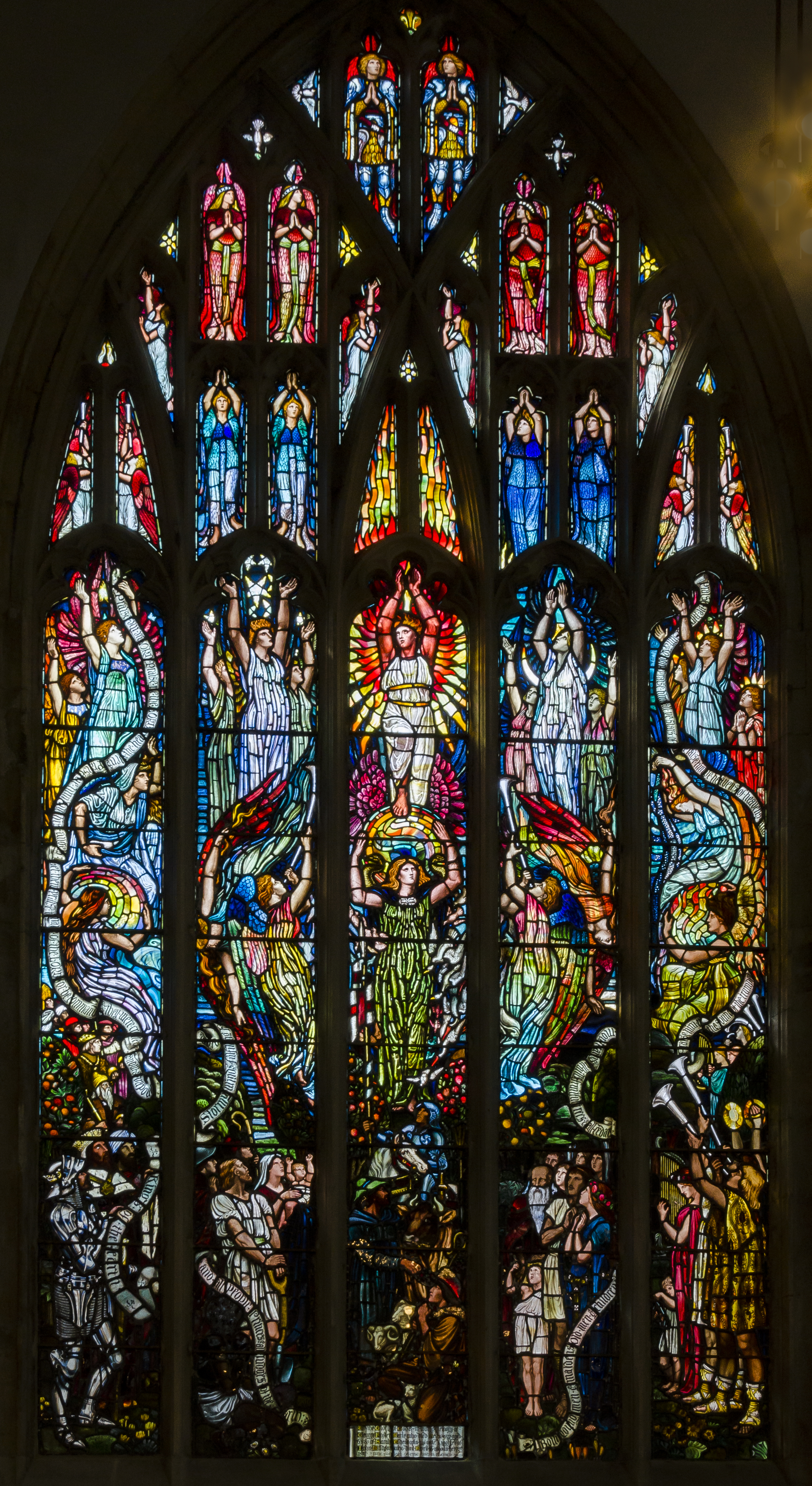
«Alaben al Señor desde los cielos» por Walter Crane y J. S. Sparrow
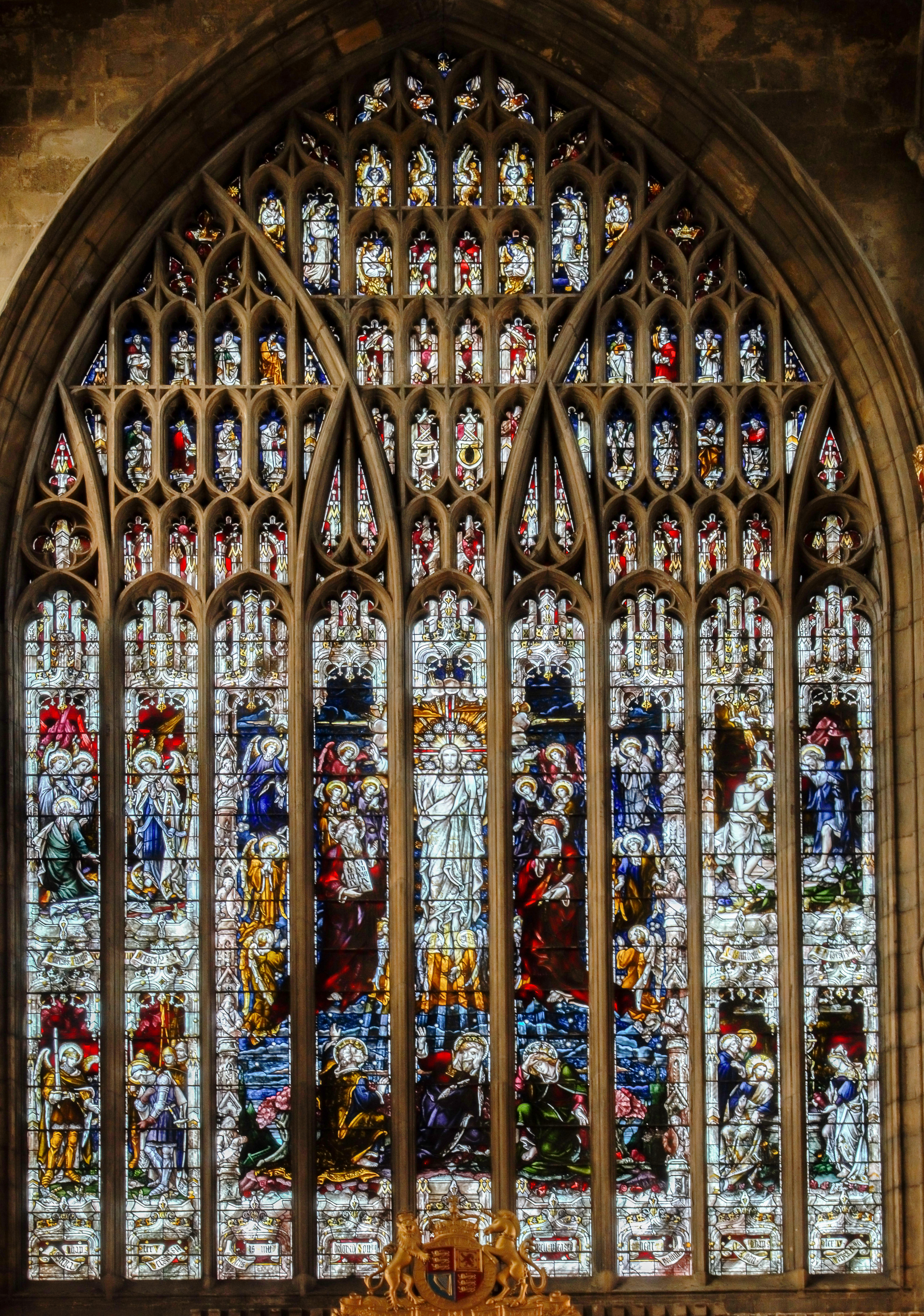
«La Ascensión de Jesús» por Hardman & Co.
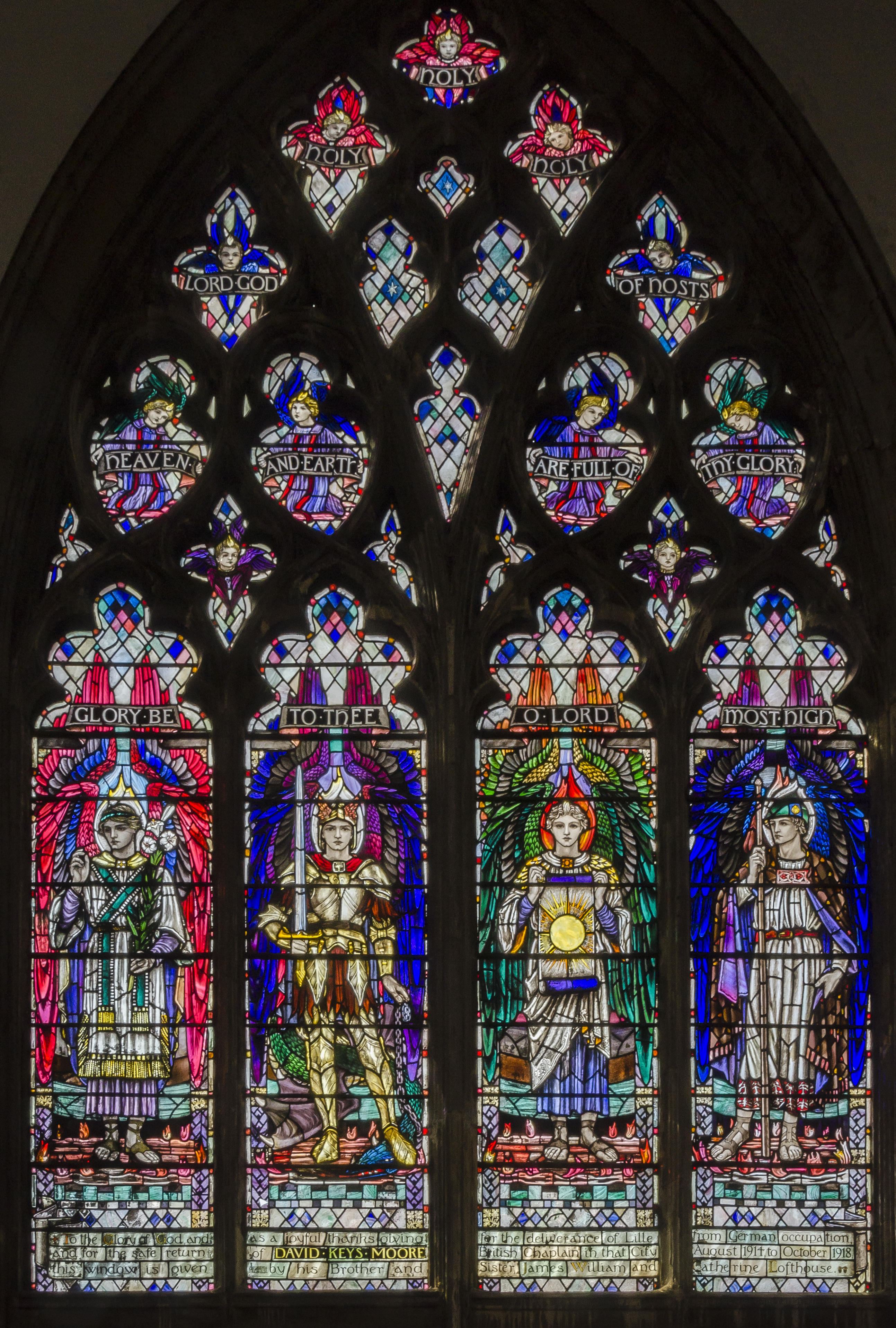
«Los Cuatro Arcángeles Gabriel, Miguel, Uriel, y Rafael» por Mary Hutchinson